# Джиоев, Азамат Ростикович
Азамат Ростикович Джиоев (род. 6 января 1991, Владикавказ) — российский футболист, вратарь.

## Биография
Начинал заниматься футболом во владикавказской СДЮСШОР «Юность». С 2007 года — в академии московского «Спартака», в 2007—2008 годах провёл 7 матчей, пропустил 11 голов в первенстве ЛФЛ, в 2008—2009 годах — 4 матча, 3 пропущенных гола в молодёжном первенстве. В 2011 году перешёл в «Анжи», за молодёжную команду сыграл 28 матчей, пропустил 40 мячей. С июля 2013 года был без клуба, в марте 2014 перешёл в новочеркасский «МИТОС», но до конца сезона не сыграл ни одного матча. С августа 2014 — в грузинском клубе «Шукура» Кобулети.